# Monmouth (Iowa)
Pour les articles homonymes, voir Monmouth.
Monmouth est une ville du  comté de Jackson, en Iowa, aux États-Unis. Elle est fondée en 1856 et incorporée le 12 juillet 1894.

## Source de la traduction
- (en) Cet article est partiellement ou en totalité issu de l’article de Wikipédia en anglais intitulé « Monmouth, Iowa » (voir la liste des auteurs).